# 马埃·德赖斯代尔
马埃·德赖斯代尔（英語：Mahé Drysdale，1978年11月19日—），新西兰男子赛艇运动员。他曾代表新西兰参加2004年、2008年、2012年和2016年夏季奥林匹克运动会赛艇比赛，获得二枚金牌和一枚铜牌。